# Les Vieilles Salopes
 (juin 2017).
Si vous disposez d'ouvrages ou d'articles de référence ou si vous connaissez des sites web de qualité traitant du thème abordé ici, merci de compléter l'article en donnant les références utiles à sa vérifiabilité et en les liant à la section « Notes et références ».
Les Vieilles Salopes est un groupe de punk rock français, originaire de Luzarches. Il est formé en 1995 et est séparé en 2007.

## Biographie
Influencé par le punk américain et anglais des années soixante et soixante-dix, autant que par le rock alternatif français des années 1980, le groupe aborde des thèmes très variés dans ses compositions ; on y trouve aussi bien des chansons aux paroles légères, parfois crues, ou encore sans intérêt, à prendre au second degré et des textes plus engagés inspirés d'idées anarchistes et libertaires. Le tout avec une bonne dose d'autodérision.  Groupe do it yourself (DIY), il sort une brochure de L'Autoproduction, destinée aux groupes désireux de faire un disque sans passer par le circuit traditionnel imposé par les Majors. Le "combo" a toujours refusé d'être inscrit à la SACEM, toute sa musique est en téléchargement libre sur le web et est libre de droit.
Le groupe participe à de nombreux concerts de soutien pour différentes causes, certains organisés par la CNT notamment. Les Vieilles Salopes étaient tête d'affiche du festival alternatif BetiZFest en 2005 aux côtés de René Binamé. Cette même année sort l'album Jamais debout toujours par terre. Le groupe donne son concert d'adieu en 2006 avant de se séparer au début de 2007, pour des raisons encore méconnues. Les Vieilles Salopes se reforment en février 2008, ce qui se suit d'une tournée au Québec de quatre dates.

## Membres
- Sarah - chant
- Alex - batterie, chant
- Kris - batterie
- Zoul - guitare, chœurs
- Bozo - guitare, chœurs
- Will - guitare, chœurs
- Seb - basse, chœurs
- olivier-basse
- jeremy- ex batteur